# Rapporto medico-paziente

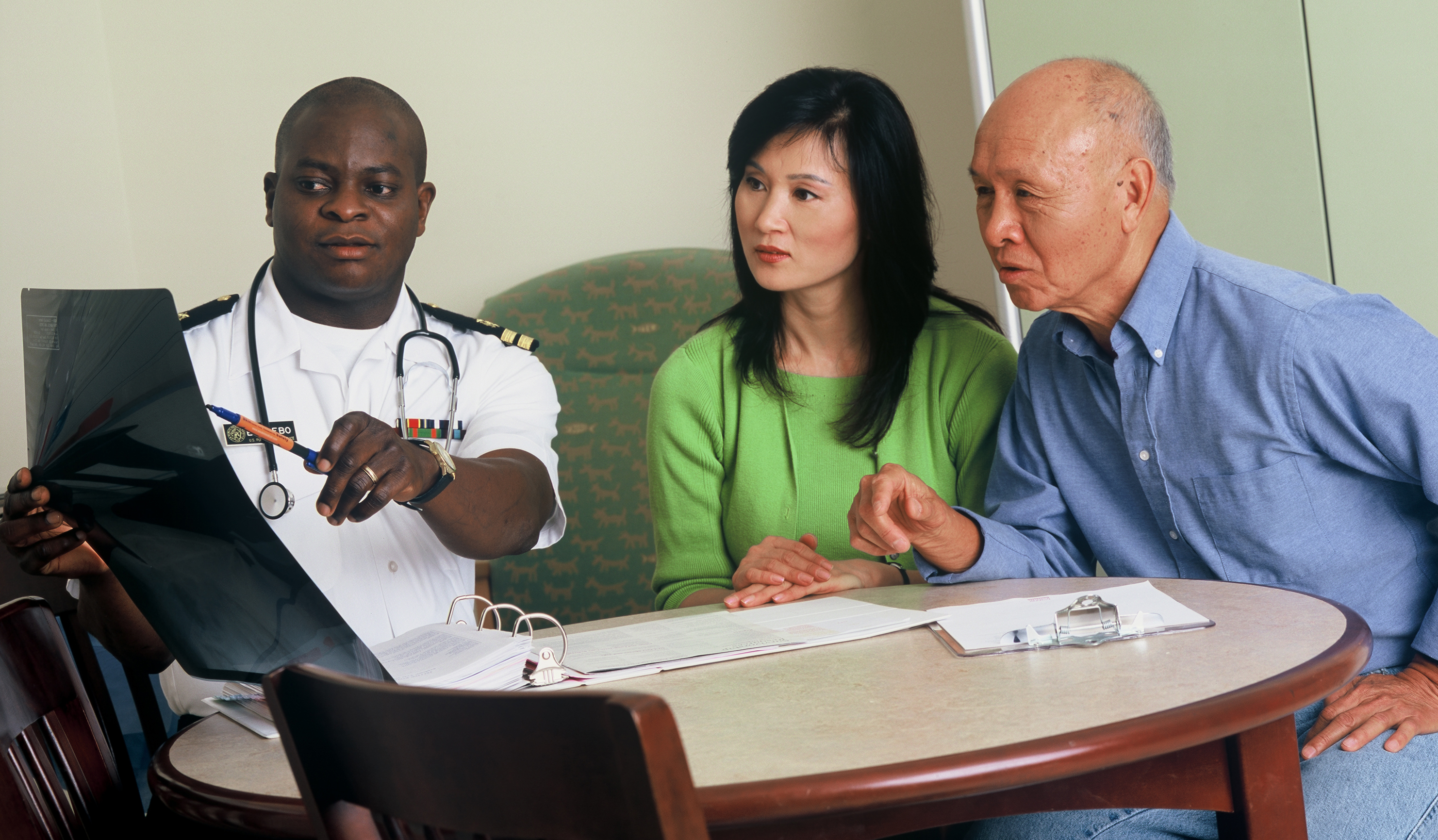
Il rapporto medico-paziente è considerato fondamentale per una buona riuscita della terapia

Per rapporto medico-assistito o medico-paziente si intende quell'insieme di attività e principi fondamentali che caratterizzano l'esercizio della professione medica.

## Oggetto
Il rapporto medico-assistito si basa sui principi di perizia, prudenza e diligenza.
La fiduciarietà è l'elemento tipico e fondamentale del rapporto medesimo.
Il rispetto dell'assistito, in quanto persona libera, è la prima e la più importante delle norme che devono ispirare la condotta professionale. Ne deriva la necessità di un'adeguata informazione preliminare e il divieto a ricorrere a terapie scientificamente infondate o rischiose o non accettate dal paziente.
Anche il medico è libero di scegliere i mezzi e i procedimenti tecnici che ritiene più opportuni e idonei al caso concreto, potendo anche rifiutare la prestazione della propria opera professionale.
Se per tutta la sua storia tale rapporto è stato valutato, dal punto di vista giuridico, di natura extra-contrattuale, in Italia, per sentenza a Sezioni unite della Cassazione, dal 2008 si considera rapporto contrattuale.